# Knooppunt Lindenholt
Knooppunt Lindenholt is een voormalig knooppunt aan de westkant van Nijmegen, in de Nederlandse provincie Gelderland. Naar aanleiding van de aanleg van het Palkerplein werd de 'A326' ten westen van dit knooppunt in 1995 omgenummerd naar 'N326'. De bewegwijzering veranderde hierdoor eveneens zodat het knooppunt een afslag werd. De afrit kreeg het nummer 1a.
| Aansluitende wegen | Aansluitende wegen | Aansluitende wegen          | Aansluitende wegen | Aansluitende wegen |
| ------------------ | ------------------ | --------------------------- | ------------------ | ------------------ |
|                    |                    | richting Rotterdam / Arnhem |                    |                    |
|                    |                    |                             |                    |                    |
| richting Wijchen   | richting Nijmegen  |                             |                    |                    |
|                    |                    |                             |                    |                    |
|                    |                    | richting Venlo              |                    |                    |

Almere · Amstel · Arnestein · Assen · Azelo · Badhoevedorp · Bankhoef · Batadorp · Beekbergen · Benelux · Beverwijk · Bodegraven ·  Boterdiep ·  Buren · Burgerveen · Coenplein · De Baars · De Hoek · De Hogt · De Nieuwe Meer · De Poel · De Punt · De Stok · Deil · Diemen · Drachten · Drie Klauwen · Eemnes · Ekkersweijer · Emmeloord · Empel · Euvelgunne · Everdingen · Ewijk · Galder · Gooimeer · Gorinchem · Gouwe · Grijsoord · Hattemerbroek · Heerenveen · Hellegatsplein · Het Vonderen · Hintham · Hoevelaken · Hofvliet · Holendrecht · Holsloot · Hoogeveen · Hooipolder · IJmuiden (niet officieel) · Joure · Julianaplein · Kerensheide · Kethelplein · Klaverpolder · Kleinpolderplein · Kooimeer · Kruisdonk · Kunderberg · Lankhorst · Leenderheide · Lunetten · Maanderbroek · Markiezaat · Muiderberg · Neerbosch · Noordhoek · Ommedijk · Oud-Dijk · Oudenrijn · Paalgraven · Princeville · Prins Clausplein · Raasdorp ·  Reitdiep ·  Ressen · Ridderkerk · Rijkevoort · Rijnsweerd · Rottepolderplein · Rozenburg · Sabina · Sint-Annabosch · Stelleplas · Slufter · Ten Esschen · Terbregseplein · Tiglia · Vaanplein · Valburg · Velperbroek · Velsen · Vlaardingen · Vrijheidsplein · Vught · Waterberg · Watergraafsmeer · Werpsterhoek · Westerlee · Ypenburg · Zaandam · Zaarderheiken · Zonzeel · Zoomland · Zuidbroek · Zurich

Geplande knooppunten:
De Liemers · Zestienhoven

Voormalige knooppunten:
Bocholtz · Ekkersrijt · Europaplein (Groningen) · Europaplein (Maastricht) · Lindenholt